# Meitner (månkrater)
För andra betydelser, se Meitner.
Meitner är en nedslagskrater på månens baksida. Meitner har fått sitt namn efter den österrikisk-svenska fysikern Lise Meitner.

## Satellitkratrar
| Meitner | Latitud | Longitud | Diameter |
| ------- | ------- | -------- | -------- |
| A       | 8.1° S  | 113.5° Ö | 17 km    |
| C       | 9.7° S  | 113.7° Ö | 19 km    |
| H       | 11.9° S | 116.0° Ö | 13 km    |
| J       | 12.1° S | 115.1° Ö | 15 km    |
| R       | 12.0° S | 109.4° Ö | 16 km    |